# Općina Karbinci
Općina Karbinci  (makedonski: Општина Карбинци) je jedna od 80 općina Republike Sjeverne Makedonije koja se prostire na istoku
Sjeverne Makedonije. 
Upravno sjedište ove općine je selo Karbinci.

## Zemljopisne osobine
Općina Karbinci prostire se najvećim dijelom u dolini koju tvori rijeka Bregalnica, na južnom dijelu općine uzdiže se planina Plačkovica. 
Općina Karbinci graniči s Općinom Češinovo-Obleševo na 
sjeveru, s Općinom Zrnovci na sjeveroistoku, s Općinom Vinica na istoku, s Općinom Radovište na 
jugoistoku, te s Općinom Štip na jugu i zapadu.
Ukupna površina Općine Karbinci je 229.7 km².

## Stanovništvo
Općina Karbinci ima 4 012 stanovnika. Po popisu stanovnika iz 2002. nacionalni sastav stanovnika u općini bio je sljedeći; .

## Naselja u Općini Karbinci
Ukupni broj naselja u općini je 29, i sva su sela.

## Pogledajte i ovo
- Sjeverna Makedonija
- Općine Sjeverne Makedonije

## Vanjske poveznice
- Služene stranice Općine Karbinci  Arhivirana inačica izvorne stranice od 11. lipnja 2008. (Wayback Machine)
- Općina Karbinci na stranicama Discover Macedonia